# Mende, Lozère
Mende je naselje in občina v južni francoski regiji Languedoc-Roussillon, prefektura departmaja Lozère. Leta 2022 je naselje imelo 12.000 prebivalcev.

## Geografija
Kraj leži v dolini reke Lot, na njenem levem bregu.

## Administracija
Mende je sedež dveh kantonov:
- Kanton Mende-Jug (del občine Mende, občine Balsièges, Brenoux, Lanuéjols, Saint-Bauzile, Saint-Étienne-du-Valdonnez: 7.165 prebivalcev),
- Kanton Mende-Sever (del občine Mende, občine Badaroux, Le Born, Chastel-Nouvel, Pelouse: 8.406 prebivalcev).

Naselje je prav tako sedež okrožja, v katerega so poleg njegovih dveh vključeni še kantoni Aumont-Aubrac, Bleymard, La Canourgue, Chanac, Châteauneuf-de-Randon, Fournels, Grandrieu, Langogne, Malzieu-Ville, Marvejols, Nasbinals, Saint-Alban-sur-Limagnole, Saint-Amans, Saint-Chély-d'Apcher, Saint-Germain-du-Teil in Villefort s 60.985 prebivalci.

## Zgodovina
Ozemlje je bilo naseljeno že v bronasti dobi, medtem ko je sam kraj nastal v zgodnjem srednjem veku kot trgovsko križišče med Languedocom in Auvergnom. Od 9. stoletja dalje je bil sedež škofije, ki je imela nad njim oblast do 12. stoletja. V 14. stoletju je papež Urban V. dal v središču kraja zgraditi katedralo, ki je bila med verskimi vojnami (1579) delno porušena s strani protestantov, obnovljena v 17. stoletju. Med francosko revolucijo je Mende postal prefektura novoustanovljenega departmaja Lozère.

## Znamenitosti
Mende je skupaj z okolico Lot en Gévaudan od leta 2000 na seznamu francoskih umetnostno-zgodovinskih mest.
- gotska katedrala Notre-Dame-et-Saint-Privat de Mende iz 14. do 17. stoletja, sedež Mendejske škofije, od 1906 francoski zgodovinski spomenik,
- stolp La Tour des Pénitents, eden redkih ostankov srednjeveških mestnih branikov iz 12. stoletja,
- most Le pont Notre-Dame iz 13. stoletja.

## Pobratena mesta
- Vila Real, Portugalska,
- Volterra, Italija,
- Wunsiedel, Nemčija.